# Aparelho de Ilizarov

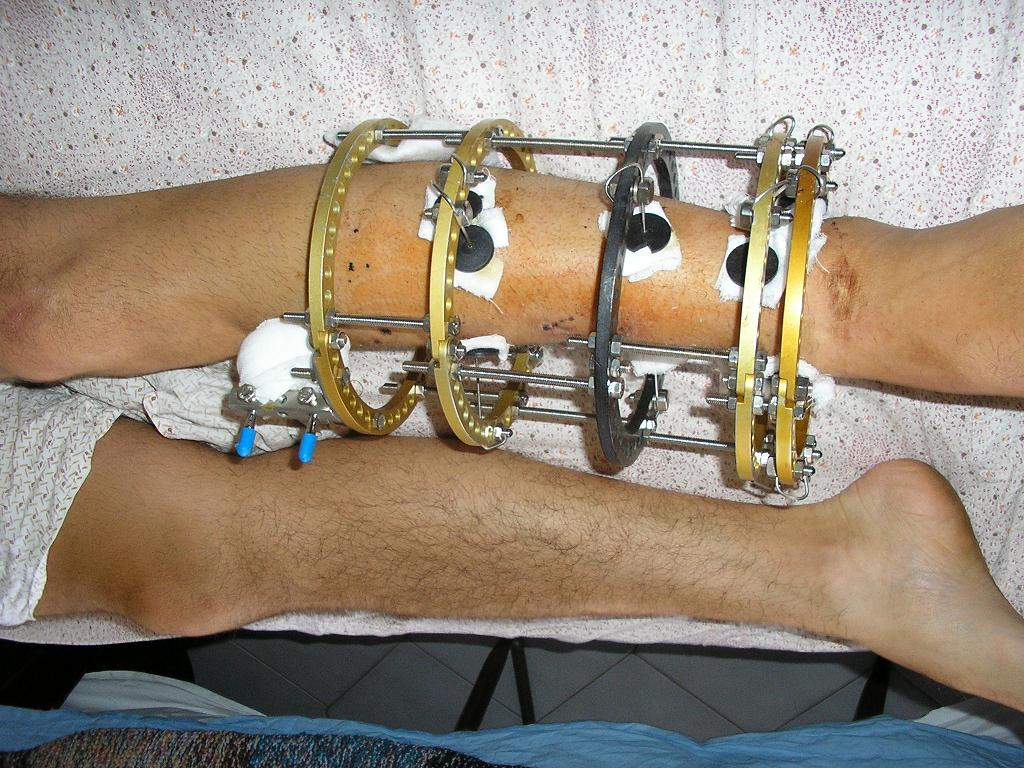
Aplicaçao do aparelho de Ilizarov.

O aparelho de Ilizarov é um fixador externo em aço inoxidável utilizado em fraturas expostas ou alongamentos de ossos. Criado pelo médico russo Gavriil Ilizarov durante a Segunda Guerra Mundial, chegou ao Brasil na década de 1990.

## História
Ilizarov utilizou dispositivos de fixação externa na década de 1950. Ele observou a formação de calos e descobriu a distração osteogênica quando um paciente alongou sua estrutura em vez de comprimi-la. O procedimento, e o primeiro aparato que ele desenhou para ele, foi inspirado por um tipo de arnês em uma carruagem puxada por cavalos.

## Construção e funcionamento

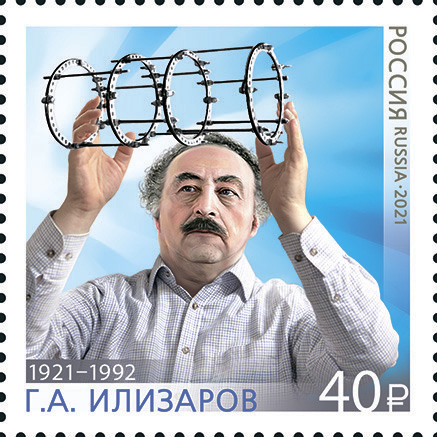
Ilizarov e o seu aparelho, num selo russo de 2021

O dispositivo é uma forma especializada de fixador externo, um fixador circular, de construção modular. Os anéis, de aço inoxidável ou titânio,  são fixados ao osso através de varas inoxidáveis (chamadas "pinos" ou fios de Kirschner). Os anéis são ligados uns aos outros com hastes roscadas fixadas através de porcas ajustáveis. A construção circular e as varas tensionadas do aparelho Ilizarov fornecem muito mais suporte estrutural do que o sistema tradicional de fixação monolateral. 
O aparelho baseia-se no princípio a que Ilizarov chamou "a teoria das tensões". Através de tensão controlada e mecânicamente aplicada, Ilizarov conseguiu demonstrar que o osso e o tecido mole podem ser  regenerados de uma forma fiável e reprodutível. Os anéis superiores do Ilizarov (fixados ao osso saudável pela vara tensionada) permitem a transferência de força através da estrutura externa (as hastes metálicas verticais), contornando o local da fractura. A força é então transferida de volta para o osso saudável através do anel inferior e das varas tensionadas. Isto permite que o aparelho de Ilizarov actue como uma espécie de ponte, tanto imobilizando o local da fractura como aliviando-o do stress, ao mesmo tempo que permite o movimento de todo o membro e o peso parcial. Anéis médios (e varas tensionadas) actuam para manter os fragmentos ósseos no lugar e para dar maior apoio estrutural ao aparelho e ao membro. Contudo, os anéis que suportam cargas críticas são os anéis superiores e inferiores que transferem a força do osso saudável para o osso saudável, contornando o local da fractura. 

## Alongamento de membros

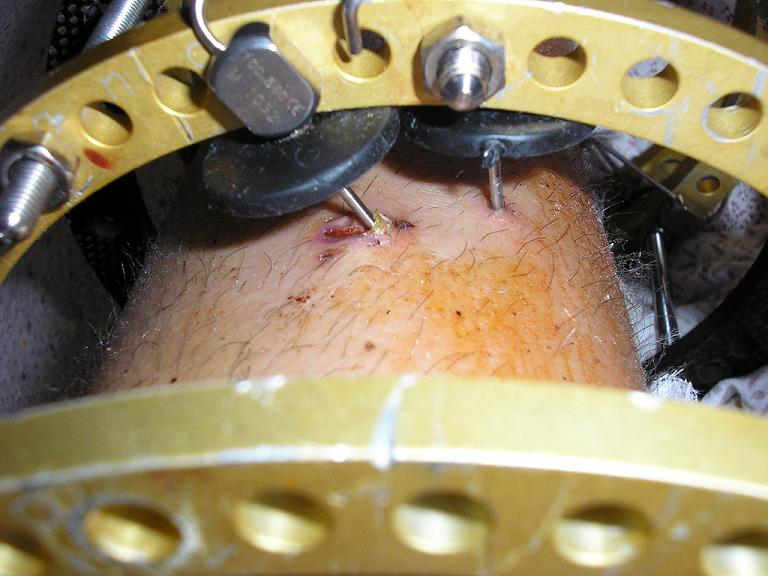
Pinos de fixaçao (duas semanas após uma cirurgia)

Além de ser utilizada para suportar um membro fracturado, a armação de Ilizarov é também habitualmente utilizada para corrigir deformidades através da osteogénese de distração.
O procedimento consiste numa cirurgia inicial, durante a qual o osso é cirurgicamente fracturado e o aparelho de anéis é ligado. À medida que o paciente recupera, o osso fracturado começa a crescer em conjunto. Enquanto o osso cresce, a estrutura é ajustada por meio de rotação das porcas, aumentando assim o espaço entre dois anéis. Como os anéis estão ligados a lados opostos da fractura, este ajustamento, feito quatro vezes por dia, separa a fractura agora cicatrizada em aproximadamente um milímetro por dia. Os aumentos diários incrementais resultam num alongamento considerável do membro ao longo do tempo. Uma vez terminada a fase de alongamento, o aparelho permanece no membro durante um período de consolidação. O paciente é capaz de suportar o peso total na armação de Ilizarov, utilizando inicialmente muletas, e a dor é atenuada. Uma vez terminada a cura, é necessária uma segunda cirurgia para remover o aparelho. O resultado é um membro que é significativamente mais longo. 
Poderá ser necessária uma cirurgia adicional, em caso de alongamento da perna, para alongar também o tendão de Aquiles para se ajustar ao  comprimento mais longo do osso. A principal vantagem deste procedimento é que, uma vez que o aparelho fornece apoio completo enquanto o osso está a recuperar, o paciente pode permanecer activo, ajudando à recuperação.
Uma outra utilização é no transporte ósseo, em que um defeito num osso longo pode ser tratado através do transporte de um segmento de osso, ao mesmo tempo que se prolonga o osso regenerador para reduzir o defeito e finalmente atraca com o outro segmento, produzindo uma única unidade óssea.
Embora o aparelho de Ilizarov seja minimamente invasivo (não são feitas grandes incisões), não está livre de complicações. A dor é comum e pode ser severa, mas é tratável com analgésicos. É necessária muita atenção à limpeza e higiene para prevenir a infecção nos locais dos  pinos. Outras complicações incluem inchaço, transfixão muscular, e contraturas articulares. A fisioterapia é frequentemente indicada. 